# Штайнбюхель, Теодор
Теодор Мартин Вильхельм Штайнбюхель (нем. Theodor Steinbüchel; 15 июня 1888, Кёльн — 11 февраля 1949, Тюбинген) — немецкий богослов-моралист, мыслитель-социалист и католический теолог.
Персоналистический философ Теодор Штайнбюхель считает индивидуализм как утверждение личности специфически западноевропейской, стимулированной персонализмом христианства особенностью человеческого ощущения существования. В каждом слове Библии Бог открывает себя как лицо. Встреча с Ним и понятия, которые описывают эту встречу, являются насквозь личностными.
Под руководством своего профессора Теодора Штайнбюхеля Альфред Лэпле (после Лэпле был префектом в семинарии у Йозефа Ратцингера, будущего Папы Бенедикта XVI) начал работать над диссертацией по богословию на тему сознания индивидуума в Церкви согласно Ньюмену. Но в феврале 1939 богословский факультет в Мюнхене был закрыт нацистами, так как кардинал Фаульхабер отказался одобрить назначение профессора-гитлеровца, доктора Ханса Бариона, который с 1933 года был членом НСДАП.